# Distrito de Rimavská Sobota
El distrito de Rimavská Sobota (en eslovaco Okres Rimavská Sobota) es una unidad administrativa (okres) de Eslovaquia Central, situado en la región de Banská Bystrica, con 79.665 habitantes (en 2023) y una superficie de 1471 km².

## Demografía
| Año        | 1994   | 2004    | 2014    | 2024    |
| ---------- | ------ | ------- | ------- | ------- |
| Población  | 82 144 | 82 773  | 84 752  | 79 455  |
| Diferencia |        | +0,76 % | +2,39 % | −6,25 % |

| Año        | 2023   | 2024    |
| ---------- | ------ | ------- |
| Población  | 79 655 | 79 455  |
| Diferencia |        | −0,25 % |

## Ciudades
- Hnúšťa 7490
- Rimavská Sobota (capital) 24 010
- Tisovec 4168

## Municipios (población año 2017)
- Abovce 625
- Babinec 62
- Barca 586
- Bátka 892
- Belín 197
- Blhovce 797
- Bottovo 198
- Budikovany 61
- Cakov 326
- Čerenčany 560
- Chanava 720
- Chrámec 462
- Čierny Potok 141
- Číž 644
- Dolné Zahorany 182
- Dražice 270
- Drienčany 238
- Drňa 206
- Dubno 167
- Dubovec 537
- Dulovo 259
- Figa 465
- Gemerček 90
- Gemerské Dechtáre 438
- Gemerské Michalovce 96
- Gemerský Jablonec 691
- Gortva 537
- Hajnáčka 1170
- Hodejov 1599
- Hodejovec 185
- Horné Zahorany 126
- Hostice 1069
- Hostišovce 251
- Hrachovo 835
- Hrušovo 175
- Hubovo 142
- Husiná 562
- Ivanice 293
- Janice 297
- Jesenské 2235
- Jestice 150
- Kaloša 805
- Kesovce 244
- Klenovec 3146
- Kociha 210
- Konrádovce 331
- Kráľ 970
- Kraskovo 133
- Krokava 27
- Kružno 375
- Kyjatice 78
- Lehota nad Rimavicou 276
- Lenartovce 557
- Lenka 185
- Lipovec 108
- Lukovištia 193
- Martinová 201
- Neporadza 246
- Nižný Skálnik 184
- Nová Bašta 483
- Orávka 172
- Ožďany 1652
- Padarovce 180
- Pavlovce 408
- Petrovce 224
- Poproč 24
- Potok 30
- Radnovce 928
- Rakytník 312
- Ratkovská Lehota 50
- Ratkovská Suchá 46
- Riečka 231
- Rimavská Baňa 533
- Rimavská Seč 2104
- Rimavské Brezovo 525
- Rimavské Janovce 1347
- Rimavské Zalužany 359
- Rovné 129
- Rumince 369
- Šimonovce 570
- Širkovce 988
- Slizké 233
- Španie Pole 82
- Stará Bašta 333
- Stránska 353
- Štrkovec 390
- Studená 263
- Sútor 587
- Tachty 543
- Teplý Vrch 276
- Tomášovce 190
- Uzovská Panica 789
- Valice 315
- Včelince 797
- Večelkov 231
- Veľké Teriakovce 870
- Veľký Blh 1178
- Vieska nad Blhom 161
- Vlkyňa 389
- Vyšné Valice 268
- Vyšný Skálnik 150
- Zacharovce 393
- Zádor 145
- Žíp 258